# Michelangelo Grancini
Michelangelo Grancini (Milano, 1605 – Milano, 14 aprile 1669) è stato un organista e compositore italiano.
Riguardo alla sua infanzia e alla sua educazione non ci sono giunte notizie. Lavorò dal 1622 in diverse chiese della sua città natale come organista e venne nominato nel 1650 direttore di cappella.
Compose principalmente musica sacra, inclusi sei libri dei salmi "Concerti sacri". In questi lavori si riconosce chiaramente l'influenza del Monteverdi. Compose anche alcuni lavori come madrigali ed alcune composizioni strumentali con il basso continuo.